# Hayanami (tàu khu trục Nhật)
Hayanami (tiếng Nhật: 早波) là một tàu khu trục thuộc lớp Yūgumo của Hải quân Đế quốc Nhật Bản, từng hoạt động trong Chiến tranh Thế giới thứ hai.
Hayanami được đặt lườn tại Xưởng hải quân Maizuru vào ngày 15 tháng 1 năm 1942, được hạ thủy vào ngày 19 tháng 12 năm 1942 và được đưa ra hoạt động vào ngày 31 tháng 7 năm 1943.
Vào ngày 7 tháng 6 năm 1944, trúng phải ngư lôi phóng từ tàu ngầm Harder của Hải quân Mỹ gần Tawitawi, cách 35 hải lý (65 km) về phía Đông Borneo, ở tọa độ 04°43′B 120°03′Đ / 4,717°B 120,05°Đ. Chiếc tàu khu trục nổ tung và chìm với 208 người thiệt mạng; 45 người sống sót được chiếc tàu khu trục Urakaze cứu vớt.
Hayanami được rút khỏi danh sách Đăng bạ Hải quân vào ngày 10 tháng 8 năm 1944.